# نقشه‌برداری ژئوفیزیکی
نقشه‌برداری ژئوفیزیکی (انگلیسی: Geophysical survey) به جمع‌آوری سیستماتیک داده‌های ژئوفیزیکی اطلاق می‌شود، که با هدف بدست آوردن اطلاعات جهت انجام مطالعات فضایی یا زمین‌شناسی، انجام می‌گیرد.

## نحوه نقشه برداری
شناسایی و تحلیل سیگنال‌های ژئوفیزیکی، هسته اصلی پردازش سیگنال‌های ژئوفیزیک را تشکیل می‌دهد. امواج و داده‌های میدان‌های مغناطیسی و گرانشی که از درون زمین منتشر می‌گردند، اطلاعات ضروری مرتبط با فعالیت‌های لرزه‌ای و ساختار ساختمانی زمین را در خود جای داده‌اند، از این رو، تشخیص و تجزیه‌وتحلیل این میدان‌های الکتریکی و مغناطیسی بسیار حیاتی می‌باشد.
نقشه‌برداران ژئوفیزیکی بمنظور دریافت داده، از ابزارهای سنجش مختلفی استفاده می‌کنند، که این داده‌ها ممکن است از سطح یا درون زمین، یا از طریق سیستم‌های هوایی، ماهواره‌ای، یا دریایی جمع‌آوری شوند
نقشه‌های ژئوفیزیک کاربرد فراوانی در حوزه‌های زمین‌شناسی، باستان‌شناسی، اکتشاف مواد معدنی، اقیانوس‌نگاری و مهندسی دارند.